# Franse gemeente

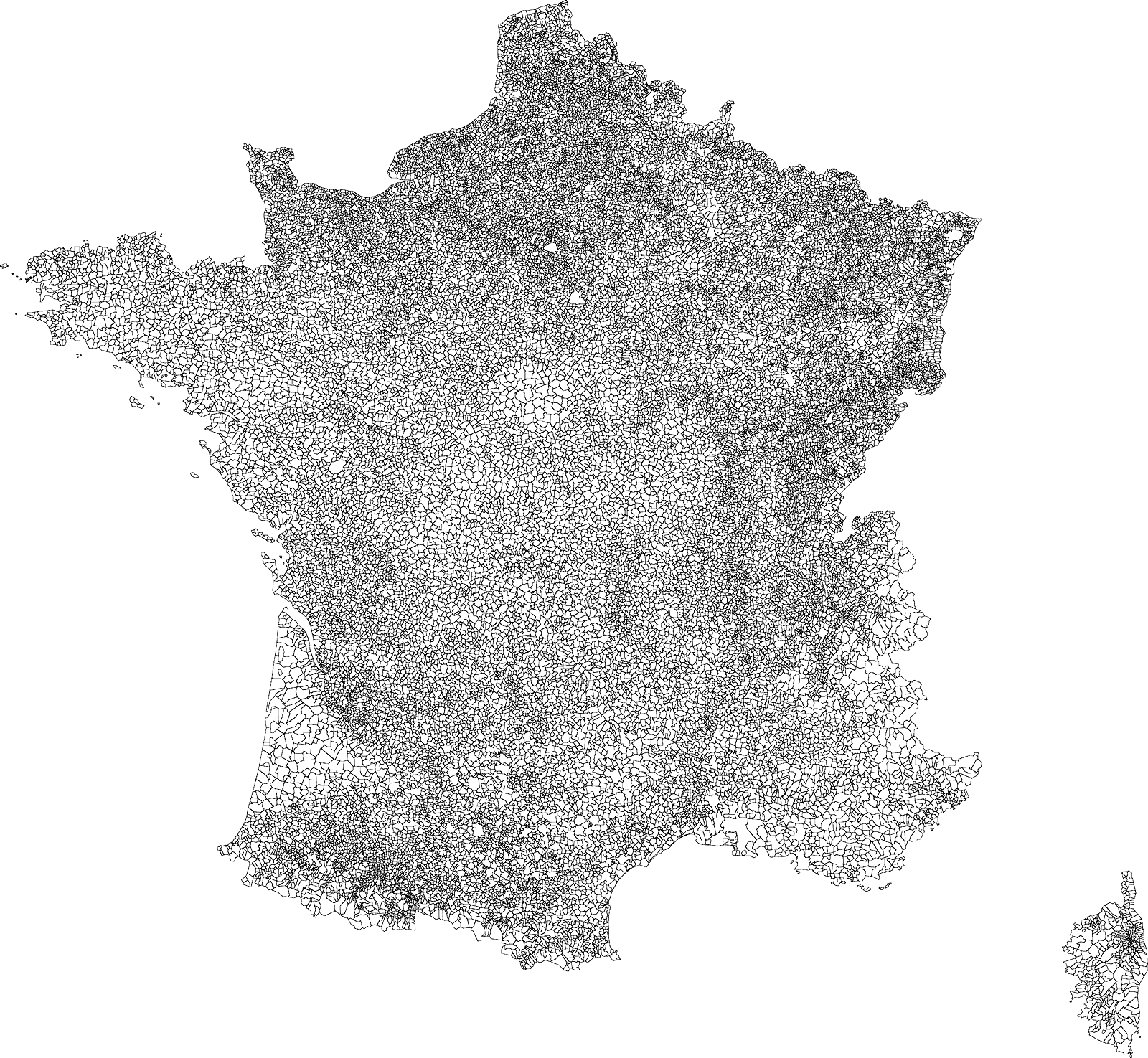
Kaart van de 36.569 gemeenten van Frankrijk

Een gemeente (Frans: commune) in Frankrijk is een territoriale collectiviteit en de onderste bestuurslaag van het land. Een Franse gemeente kan variëren van een grote stad zoals Parijs tot een klein dorpje. Sommige communes zijn zelfs onbewoond. De kleinste bewoonde commune is Rochefourchat met 1 inwoner.

## Ontstaan
Het Franse woord commune (gemeente) dook voor het eerst op in de 12e eeuw. Het werd gebruikt om een kleine gemeenschap aan te duiden. De Franse Revolutie schafte alle lokale collectiviteiten af en verving ze op 12 november 1789 door uniforme municipalités. Hun instellingen, verkozen door actieve burgers, kregen eind december wettelijk gestalte. Boven het geometrische project van Thouret, dat 720 gemeenten zou hebben gecreëerd, werd de geografische logica van Mirabeau verkozen, die voortbouwde op bestaande collectiviteiten. Bijna 41.000 gemeenten werden in 1790 gecreëerd. Territoriaal gingen ze voor een groot deel terug op de 60.000 parochies, waarvan de kleinste en de stedelijke werden geëlimineerd. Deze gemeenten waren de basis van een volledig nieuwe administratieve piramide die verder bestond uit kantons, districten en departementen. Op 31 oktober 1793 werd de naam municipalité vervangen door commune.

## Totaal aantal gemeenten
Sinds 1 januari 2025 telt Frankrijk 34.875 gemeenten, waarvan 34.746 in Europa en 129 in de Franse overzeese departementen en regio's van de Franse overzeese gebieden. Dit aantal is groter dan in veel andere Europese landen.
Het aantal Franse gemeenten werd door de vorming van communes nouvelles in 2016 en 2017 gereduceerd. Deze vorming van fusiegemeenten wordt door de Franse wetgeving sterk gestimuleerd. In 2008 telde Frankrijk zo nog 36.681 gemeenten, waarvan 36.569 in Europa en 112 in de Franse overzeese gebieden.
|             | Europa(1) | Overzeese gebieden(2) |
| ----------- | --------- | --------------------- |
| maart 1861  | 37.510    | —                     |
| maart 1866  | 37.548    | —                     |
| 6 mrt 1921  | 37.963    | —                     |
| 7 mrt 1926  | 37.981    | —                     |
| 8 mrt 1931  | 38.004    | —                     |
| 8 mrt 1936  | 38.014    | —                     |
| 1 jan 1947  | 37.983    | —                     |
| 10 mei 1954 | 38.000    | —                     |
| 7 mrt 1962  | 37.962    | —                     |
| 1 mrt 1968  | 37.708    | —                     |
| 1 jan 1971  | 37.659    | —                     |
| 20 feb 1975 | 36.394    | —                     |
| 1 jan 1978  | 36.382    | —                     |
| 1 mrt 1982  | 36.433    | 111                   |
| 1 mrt 1985  | 36.631    | 111                   |
| 1 mrt 1990  | 36.551    | 112                   |
| 1 jan 1999  | 36.565    | 114                   |
| 1 jan 2000  | 36.567    | 114                   |
| 1 jan 2001  | 36.564    | 114                   |
| 1 jan 2002  | 36.566    | 114                   |
| 1 jan 2003  | 36.565    | 114                   |
| 1 jan 2004  | 36.569    | 114                   |

|            | Europa(1) | Overzeese gebieden(2) |
| ---------- | --------- | --------------------- |
| 1 jan 2005 | 36.571    | 114                   |
| 1 jan 2006 | 36.572    | 114                   |
| 1 jan 2007 | 36.570    | 114                   |
| 1 jan 2008 | 36.569    | 112                   |
| 1 jan 2009 | 36.570    | 112                   |
| 1 jan 2010 | 36.570    | 112                   |
| 1 jan 2011 | 36.568    | 112                   |
| 1 jan 2012 | 36.571    | 129                   |
| 1 jan 2013 | 36.552    | 129                   |
| 1 jan 2014 | 36.552    | 129                   |
| 1 jan 2015 | 36.529    | 129                   |
| 1 jan 2016 | 35.756    | 129                   |
| 1 jan 2017 | 35.287    | 129                   |
| 1 jan 2018 | 35.228    | 129                   |
| 1 jan 2019 | 34.839    | 129                   |
| 1 jan 2020 | 34.839    | 129                   |
| 1 jan 2021 | 34.836    | 129                   |
| 1 jan 2022 | 34.826    | 129                   |
| 1 jan 2023 | 34.816    | 129                   |
| 1 jan 2024 | 34.806    | 129                   |
| 1 jan 2025 | 34.746    | 129                   |

## Statistieken
De gemiddelde oppervlakte van een Franse gemeente in 2015 is 14,88 vierkante kilometer. De mediaan van de oppervlakte van een gemeente is nog kleiner, 10,73 km². Dat is kleiner dan in de meeste andere Europese landen. Door dit kleine gemiddelde formaat van gemeenten kent Frankrijk een relatief groot aantal gemeenten.
Het gemiddelde aantal inwoners van een gemeente in 2015 is 1700, de mediaan (slechts) 380. Dit verschil wordt verklaard door het grote aantal gemeenten dat minder dan 500 inwoners heeft (57,4%). In praktijk kent het inwonertal grote schommelingen. Zo kan de ene gemeente 2 miljoen inwoners hebben (zoals Parijs) en een andere maar 1 inwoner.
Ongeacht het aantal inwoners kent elke gemeente een bestuur. Het bestuur zetelt in het gemeentehuis (mairie of hôtel de ville). Elk gemeentebestuur heeft dezelfde rechten en bevoegdheden, ongeacht het formaat van de gemeente. De enige uitzondering is Parijs. De gemeente (tevens departement) Parijs is verdeeld in twintig arrondissementen. Ieder arrondissement kiest zijn eigen arrondissementsraad die het arrondissement bestuurt.